# Rebelião Zanje
A Rebelião Zanje (em árabe: ثورة الزنج; romaniz.: Thawrat al-Zanj/Zinj) foi uma grande revolta contra o Califado Abássida, ocorrida entre 869-883. Começou perto de Baçorá, ao sul do Iraque, e foi chefiada por Ali ibne Maomé, e envolveu escravos negros (zanjes) capturados na costa da África Oriental e transportados ao Oriente Médio. Ela cresceu a ponto de envolver muitos escravos e homens livres, de várias regiões do califado, e ceifou dezenas de milhares de vidas antes que de ser neutralizada.
Vários historiadores muçulmanos, tais como Tabari e Almaçudi, consideram a revolta zanje como um dos "mais cruéis e brutais" dos vários distúrbios que assolaram o governo abássida. Estudiosos modernos têm caracterizado o conflito como sendo "uma das mais sangrentas e destrutivas rebeliões que a história da Ásia Ocidental registrou", enquanto, ao mesmo tempo, elogiam sua cobertura como uma das "mais plenas e amplamente descritas campanhas de toda historia primitiva Islâmica escrita." A composição precisa dos rebeldes ainda é assunto de debate, seja sua identidade, seja a proporção de escravos e livres, pois as fontes disponíveis deixam aberto a várias interpretações.

## Origem
Os zanjes eram escravos negros importados da África e utilizados sobretudo no trabalho agrícola como parte da economia de plantações do sul do Iraque. A demanda por trabalho servil durante o período foi alimentada por ricos moradores do porto da cidade de Baçorá, que adquiriu extensos pântanos da região circundante. Essas terras foram abandonadas como resultado da migração de camponeses e repetidas enchentes ao longo do tempo, mas podiam ser reconvertidas em terras cultiváveis com mão de obra intensiva. Magnatas locais foram capazes de ganhar sua posse com a condição de que iriam torná-las aráveis; como resultado, adquiriram grande número de zanjes e outros escravos, que foram colocados em campos de trabalho com a tarefa de remover o óxido superficial do solo, como parte do processo de reparo. Outros zanjes foram utilizados para trabalhar nas salinas iraquianas, especialmente em torno de Baçorá.
Tanto o trabalho como as condições de vida dos zanjes foram consideradas extremamente miseráveis; o trabalho braçal que estavam envolvidos era difícil e os escravos parecem ter sido mal tratado pelos seus senhores. Duas tentativas anteriores de se rebelar contra essas circunstâncias são conhecidas, e ocorreram em 689 e em 694, mas ambas rapidamente falharam e pouco é conhecido sobre a sua história antes de 869. No início de 861, o califado estava enfraquecido por um período de graves distúrbios, conhecido como Anarquia em Samarra, no qual o governo central foi paralisado por uma luta entre os califas e o estabelecimento militar para controle do Estado. Em 860, as várias facções foram distraídas por este conflito, resultando na morte de vários califas, comandantes do exército e burocratas, o surto de motins de vários tropa, uma desastrosa guerra civil em 865-866, e a virtual falência do governo. Com a anarquia algumas províncias caíram aos rebeldes, enquanto governadores agiram independentes em territórios atribuídos a eles. A perda de províncias levou a redução da tributação, piorando a crise e minando a capacidade do governo de responder aos desafios. A instabilidade facilitou o sucesso zanje, e o governo era incapaz de enviar tropas e recursos para subjugá-los.

## Ali ibne Maomé

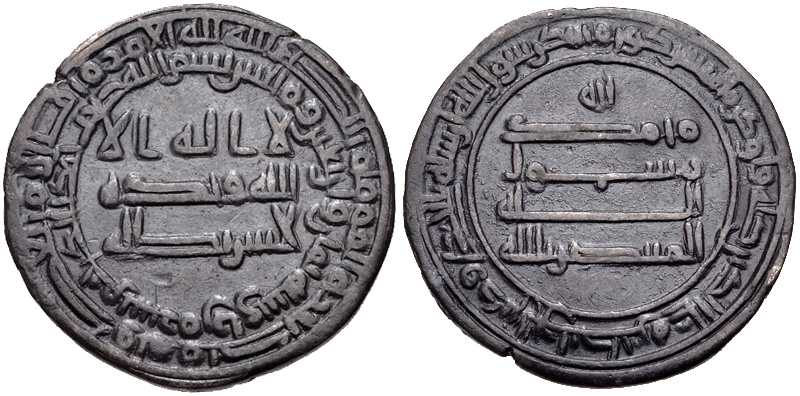
Dirrã de Almontacir r.

O líder da revolta foi um certo Ali ibne Maomé, um indivíduo obscuro. Pouco é conhecido sobre sua família ou início de vida, devido a uma escassez de informações conflitantes; de acordo com uma versão, seu avô paterno foi um descendente do Abedal Cais e sua avó paterna era uma Sindi escrava, enquanto sua mãe, uma mulher livre, foi membro do Banu Assade ibne Cuzaima. Alguns comentaristas mais tarde tem presumido que ele tenha sido de origem persa, ao invés de árabe, mas outros historiadores consideram improvável. Ali mesmo alegou ter sido descendentes de Ali, o genro do profeta Islâmico Maomé e o quarto califa do Califado Ortodoxo, mas isto foi amplamente rejeitado pelos historiadores Muçulmanos da época.
Independentemente de sua origem, Ali parece ter passado pelo menos uma parte de sua juventude vivendo na área de Rei, em uma data não especificada, ele mudou-se para a capital Abássida de Samarra, onde ele se mistura com alguns dos influentes escravos do califa Almontacir (r. 861–862). Em 863, ele fez uma viagem a partir de Samarra para Bahrain (moderno, a leste da Arábia saudita), onde ele fingiu ser Xiita e começou a levar o povo à rebelião contra o califado. O apoio para a sua causa, cresceu rapidamente; um grande número de Baranis submetida à sua autoridade e caraje (impostos), foram unidos em seu nome. Apesar disso, sua rebelião, eventualmente, fracassou devido à oposição dos habitantes locais, ficando Ali abandonado na região e se mudando para a cidade de Baçorá, no sul do Iraque, em 868.
Em Baçorá, Ali buscou tirar proveito dos distúrbios causados por grupos da cidade rival, os Bilaliyyah e Sa'diyyah, e tentou fixar o suporte de uma das facções. Eventualmente, ele proclamou uma nova revolta, mas ninguém na cidade se reuniu ao seu lado e ele foi forçado a fugir para os pântanos do sul do Iraque. Lá, ele foi preso pelas autoridades provinciais e enviado para Uasite, mas foi rapidamente capaz de garantir a sua liberdade e foi para Bagdá, onde permaneceu durante um ano. Durante seu tempo em Bagdá, ele alegou ser um Zaidita por estarem relacionadas com o neto de Zaíde ibne Ali e ganhou mais seguidores para o seu movimento.
Quando Ali ouvi a notícia sobre outra confusão entre as facções de Baçorá em 869, ele retornou para a região e "começou a buscar escravos negros trabalhando nos pântanos de Baçorá e investigou as suas condições de trabalho e padrões de nutrição." Ele começou uma campanha para libertar e recrutar zanjes e outros escravos, prometendo-lhes liberdade e riqueza, em troca de seu apoio. Um grande número de pessoas rapidamente se juntaram à sua causa, e Ali logo veio a ser conhecida pelo título de Saíbe al-Zanje, que significa "Chefe dos zanjee". No entanto, o movimento de Ali atraiu não só zanjes, mas muitos outros grupos socialmente oprimidos. Estes grupos incluíram o "semi-escravos libertos, os clientes de prestigiosas famílias, um número de pequenos artesãos e humildes trabalhadores, alguns camponeses e alguns Beduínos povos que viviam ao redor de Baçorá."
Enquanto ele estava ganhando seguidores para sua revolta, adotou slogans da igualitária doutrina dos Carijitas, que "pregava que o mais qualificado homem deve reinar, mesmo se ele foi um escravo." Ele escreveu o seu estandarte e moedas com expressões carijitas e começou a seus sermões com o slogan "Deus é grande, Deus é grande, não há outro Deus senão Deus, e Deus é grande; não há arbitragem, salvo por Deus," que foi "o grito de guerra usado pelo Carijitas quando eles desertaram das fileiras de Ali, durante a batalha de Sifim." Ao mesmo tempo, no entanto, Ali não abandonou completamente a pretensão de ser um álida e manteve a alegação de que ele era um Zaidi.

## Revolta

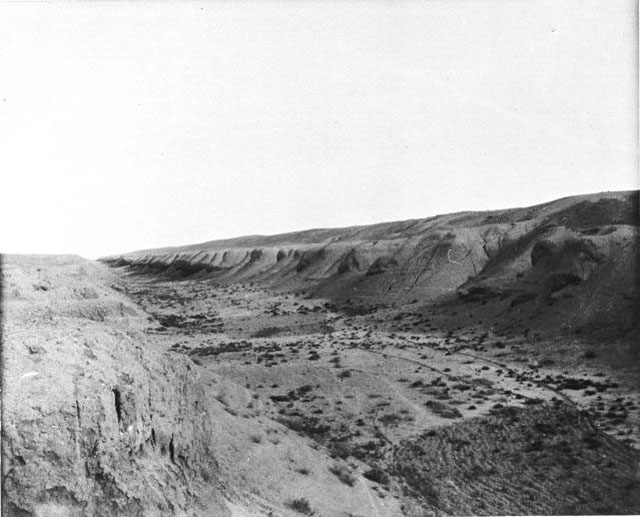
A seco, vale do Canal de Naravã, no centro do Iraque.foi um aspecto importante da revolta

A revolta, que começou em setembro de 869, estava concentrada nos bairros do Iraque e na al Avaz moderna ( Província do Cuzistão) em regiões centrais do Califado Abássida. ao Longo de catorze anos, os zanjes foram capazes de combater os braços do governo Abássida por travarem uma guerra de guerrilha contra os seus adversários. Eles tornaram-se hábeis em atacar as cidades, vilas e campos dos inimigos (geralmente à noite), a apreensão de armas, cavalos, alimentos e cativos e libertação dos co-escravos, e queimavam resto do que sobrava, para adiar a retaliação. Como a rebelião cresceu em força, eles construíram fortalezas, criou-se uma marinha para atravessar os rios e canais da região, passaram a recolher os impostos nos territórios sob seu controle, criando as suas próprias moedas.
Em seus estágios iniciais, a rebelião foi limitada à região em torno da cidade de Baçorá e do Xatalárabe. Os primeiros esforços feitos pelo governo Abássida para esmagar a revolta se mostraram ineficazes, e várias cidades e aldeias foram ocupados ou capturadas, incluindo a Alubula em 870 e Avaz em 871. Baçorá em si caiu em setembro 871 depois de um longo bloqueio, resultando na cidade sendo queimada e seus habitantes massacrados. Uma campanha de retaliação realizada pelo califa regente Abu Amade ibne al-Mutavaquil (mais conhecido pelo título honorífico de Almuafaque) contra os rebeldes em 872 terminou em fracasso, e os zanjes permaneceram na ofensiva ao longo dos próximos anos.
A continuação da incapacidade de o exército Abássida de suprimir a revolta, causada em parte pela sua preocupação com a luta contra o Safárida Iacube ibne Alaite avançando em Avaz e Iraque, eventualmente, incentivou os zanjes a expandir suas atividades para o norte. Uma campanha feita pelos rebeldes que ocupou os terrenos pantanosos entre Baçorá e Uasite em 876 foi bem sucedida, e logo eles voltaram para o distrito de Cascar. Em 879, a rebelião atingiu o sua maior proporção; Uasite e Ramurmuz foram capturados e os rebeldes avançaram para o noroeste ao longo do Tigre, indo para cerca de cinqüenta quilômetros de Bagdá.
O governo Abássida, finalmente, retomou a iniciativa na guerra, no final de 879, quando Almuafaque enviou seu filho Abul Abas (o futuro califa Almutadide) com uma grande força contra os rebeldes. Almuafaque se juntou a ofensiva no ano seguinte, e nos próximos meses, as forças do governo conseguiram eliminar os rebeldes e expulsar para fora das regiões do Iraque e Avaz e levá-los de volta para o sua "capital" al-Muctara, ao sul de Baçorá. que foi colocada sob um cerco, em fevereiro de 881, e nos próximos dois anos e meio Almuafaque ofertou generosamente muitos benefícios a qualquer pessoa que voluntariamente convencesse muitos dos rebeldes a abandonar a luta. A queda de al-Muctara em agosto de 883, combinado com a morte ou captura de Ali ibne Maomé e a maioria dos comandantes rebeldes, trouxe um fim a revolta, e o restante dos rebeldes, se entregaram ao governo ou foram mortos.

## Consequências da revolta
O número de pessoas mortas no conflito é difícil de estimar; escritores contemporâneos dão bastante e variáveis, números, e estes são considerados pelos historiadores modernos serem brutalmente exagerados. Almaçudi relatou uma "moderada" estimativa de 500 000 mortes, apesar de ele ter adicionado um esclarecimento de que essa era uma"conjectura vazia, pois cálculos rigorosos da quantidade de mortos é impossível" – e, separadamente, observou que de 300 000 que foram mortos na batalha de Baçorá. Alçuli deu o número de 1 500 000 mortos, que, posteriormente, foi citado por várias fontes, enquanto ibne al-Tictaca forneceu um número de 2 500 000. Tabari não contém dados completos, mas o autor frequentemente observou o número de soldados mortos ou feridos em batalhas individuais, com valores que variam em centenas a milhares.
A rebelião em muito interrompeu a atividade econômica e causou grandes danos aos distritos em que teve lugar. Fontes da revolta descrevem cidades e vilas queimadas, a apreensão de alimentos e de outros recursos durante o avanço de seus exércitos, o abandono das terras e a cessação da atividade agrícola, perturbações do comércio regional, e a destruição de pontes e canais, em nome de exigências militares. A falta de itens de necessidades básica, como comida e água, às vezes, tornou-se severa, e casos de canibalismo são relatados como tendo ocorrido.[a] Ambos os rebeldes e os seus adversários envolvidos em saques, destruição de suprimentos que eram propensos a cair em mãos inimigas, e massacrando ou executando cativos.[b] os efeitos a longo prazo da revolta, por outro lado, são mais difíceis de determinar e opiniões de historiadores modernos variam; alguns, como Bernard Lewis acredita que a rebelião não resultou em alterações significativas, enquanto outras, tais como Theodor Nöldeke argumentam que as regiões devastadas pelo conflito nunca se recuperaram completamente depois.
O significativo uso de armas e recursos que o governo Abássida necessitou para derrotar os zanjes significava que ele foi forçado a desviar sua atenção de outras frentes para esse conflito, resultando em perda efetiva de várias províncias. Amade ibne Tulune, o governador tulúnida do Egito, foi capaz de tirar vantagem das preocupações dos Abássidas com os zanjes e forjou um estado independente que iria sobreviver por mais de três décadas, enquanto os Safáridas Iacube ibne Alaite e Anre ibne Alaite apreendiam várias províncias do leste. A revolta também pode ter afetado a capacidade do governo em defender-se contra os Bizantinos, que conseguiram vários sucessos na fronteira da Anatólia durante este período, e, possivelmente, mesmo indiretamente, contribuíram para a ascensão do Carmatas do Barém alguns anos mais tarde.

## Outros pontos de vista
Ghada Hashem Talhami, um estudioso da rebelião zanje, argumenta que as modernas visões da revolta estão distorcidas por engano, equiparando os zanjes com os africanos do Leste. A suposição é de que escritores Abássidas usaram exclusivamente o termo "zanje" para referir-se especificamente a costa Oriental de África, e que, portanto, as pessoas que eles chamavam de zanje se originaram a partir de uma parte específica da região, não é suportado por fontes contemporâneas, devido ao seu silêncio sobre a existência de um comércio de escravos na África Oriental, neste período, bem como pela sua utilização ocasional do termo para significar "negros" ou "África" em geral.
Talhami cita vários historiadores ao dizer que a rebelião foi mais do que uma revolta religiosa/social feita pelos cidadãos humildes de Baçorá, e que inclui uma grande variedade de pessoas, incluindo os escravos de origem indeterminada. Segundo ele as fontes de estado especificamente apontam que as pessoas referidas como "zanje" não foram os únicos participantes da revolta, mas juntaram-se a Baranis, Beduínos e outros da região de Baçorá; além disso, eles não dão nenhuma indicação explícita de que os zanjes mesmo constituíam a maioria dos rebeldes.
O historiador M. A. Shaban tem argumentado que a rebelião não foi uma revolta de escravos, mas uma revolta de negros (zanjes). Em sua opinião, apesar de alguns escravos fugidos, unirem-se a revolta, a maioria dos participantes eram Árabes e Africanos livres do Leste, e se a revolta tinha sido levada por escravos, eles não teriam tido os recursos necessários para combater o governo Abássida por um tempo tão longo como eles fizeram.